# Mohyłowie

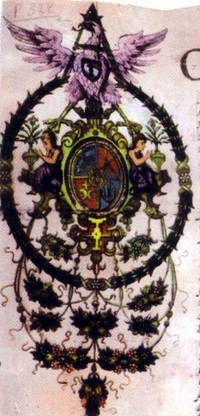
Herb rodu Mohyłów (1599)

herb Mohyła

Mohyłowie (rum. Movilești) – bojarski ród mołdawski, herbu Mohyła, który dzięki pokrewieństwu z Muszatowiczami oraz poparciu polskich rodów magnackich sięgnął po tron mołdawski na przełomie XVI i XVII w.
Według legendy, początki potęgi rodu sięgają czasów Stefana Wielkiego, kiedy jej protoplasta Purice miał być nagrodzony przez wielkiego hospodara wielkimi dobrami za podanie konia w czasie bitwy i przyjął wówczas nazwisko Movilă. W XVI w. Mohyłowie związali się węzłami pokrewieństwa z dynastią Muszatowiczów – namiestnik Ion Mohyła poślubił Marię, córkę Piotra Raresza. Pod koniec XVI w. Mohyłowie objęli tron hospodarski w Mołdawii, a wkrótce także – chwilowo – na Wołoszczyźnie. Często wspierali ich magnaci polscy – m.in. Jan Zamoyski, związani przez małżeństwa z Mohyłami Stefan Potocki, Samuel Korecki i Michał Wiśniowiecki. Ostatnim panującym przedstawicielem rodu był Mojżesz Mohyła, który w 1634 musiał uciekać do Polski. Z rodu tego pochodził także Piotr Mohyła (zm. 1634), znany metropolita kijowski, uznany później za świętego.

## Drzewo genealogiczne

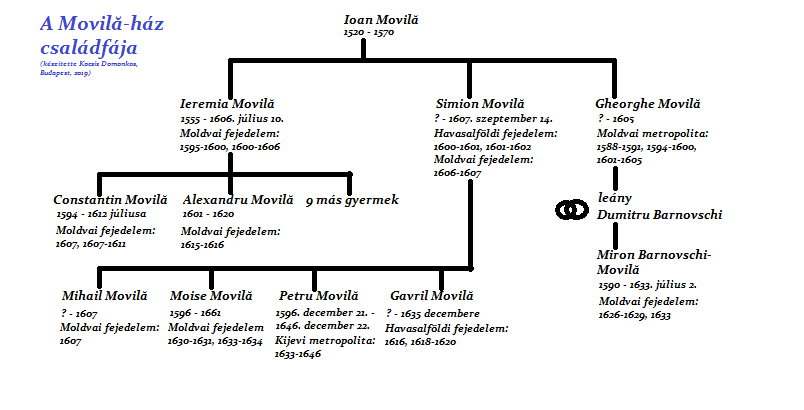